# Bovina (subtribu)
Bovina es una subtribu de la tribu Bovini que generalmente incluye los dos géneros vivos, Bison y Bos. Sin embargo, esta dicotomía ha sido desafiada recientemente por el trabajo molecular que sugiere que Bison debería ser considerado como un subgénero de Bos.Los bovinos salvajes se pueden encontrar de forma natural en América del Norte y Eurafrasia (aunque se han introducido poblaciones domésticas y salvajes en todo el mundo).

## Clasificación
La subtribu Bovina se divide en varios géneros:
- †Adjiderebos
- Bison
  - Bison bonasus
    - †Bison bonasus caucasicus
    - Bison bonasus bonasus
    - †Bison bonasus hungarorum

  - Bison bison
    - Bison bison athabascae
    - Bison bison bison
- Bos
  - Bos taurus
  - Bos frontalis
  - Bos indicus
  - Bos sauveli
  - †Bos primigenius
    - † Bos primigenius primigenius
    - † Bos primigenius namadicus
    - † Bos primigenius africanus

  - Bos javanicus
    - Bos javanicus javanicus
    - Bos javanicus lowi
    - Bos javanicus birmanicus
    - Bos javanicus domesticus

  - Bos gaurus
    - Bos gaurus gaurus
    - Bos gaurus readei
    - Bos gaurus hubbacki
    - Bos gaurus sinhaleyus

  - Bos mutus
- †Epileptobos
- †Ioribos
- †Leptobos
  - Leptobos etruscus
  - Leptobos falconeri
  - Leptobos stenometopon
  - Leptobos syrticus
- †Pelorovis
  - Pelorovis antiquus
  - Pelorovis howelli
  - Pelorovis oldowayensis
  - Pelorovis turkanensis
- †Platycerabos
- †Protobison
- †Urmiabos
- †Yakopsis